# Клер Скинер
Клер Скинер (енгл. Claire Skinner; Хемел Хемпстед, октобар 1965) је британска глумица. Скинерова је најпознатија по улози Меџ Арвел у специјалу „Доктор, удовица и орман” (2011) научно-фантастичне серије Доктор Ху.